# Château de Kernévez (Plouray)
Le château de Kernévez est situé à Plouray en France.

## Localisation
Le château est situé sur le territoire de la commune de Plouray, au lieu-dit Kernévez, dans le département du Morbihan en région Bretagne.

## Description
Les communs et le logis du château datent du XVIIIe siècle, édifice en rez-de-chaussée, élévation à travées, construction en moellons de granite, toiture à longs pans, croupe, noue.

## Historique
Le château est une construction moderne qui fut la résidence de Madame Franchet d'Espèrey jusqu'en 1968 ; l'ancien château, disparu, datait probablement du XVIIe siècle (il avait lui-même remplacé le manoir de Kerveno, propriété au XVIe siècle de la famille Bahezre)[réf. nécessaire], les communs ont été conservés et datent du XVIIIe siècle.
Il est inscrit à l'inventaire général du patrimoine culturel.